# Aeppli-Kohomologie
Aeppli-Kohomologie ist im mathematischen Teilgebiet der komplexen Geometrie eine Kohomologietheorie für komplexe Mannigfaltigkeiten. Diese dient als Brücke zwischen der de-Rham-Kohomologie, welche für reelle Mannigfaltigkeiten definiert ist, welche komplexe Mannigfaltigkeiten insbesondere sind, sowie der Dolbeault-Kohomologie, welche dessen Analogon für komplexe Mannigfaltigkeiten ist. Ein direkter Vergleich der beiden Kohomologietheorien durch verbindende Abbildungen ist nicht möglich, jedoch bilden beide kanonisch in Aeppli-Kohomologie ab. Eine ähnliche Kohomologietheorie, welche in beide abbildet und welche daher auch als Brücke dient, ist die Bott-Chern-Kohomologie. Aeppli-Kohomologie ist benannt nach Alfred Aeppli, welcher diese im Jahr 1964 eingeführt hat.

## Definition
Für eine komplexe Mannigfaltigkeit {\displaystyle X} ist dessen Aeppli-Kohomologie gegeben durch:
{\displaystyle H_{\mathrm {A} }^{p,q}(X):=\ker(\partial _{p,q+1}{\overline {\partial }}_{p,q})/(\operatorname {img} (\partial _{p-1,q})+\operatorname {img} (\partial _{p,q-1})).}
{\displaystyle \partial } sowie {\displaystyle {\overline {\partial }}} notieren die Dobeault-Operatoren.

## Abbildungen
de-Rham- und Dobeault-Kohomologie sind gegeben durch:
{\displaystyle H_{\mathrm {dR} }^{n}(X):=\ker(\mathrm {d} _{n})/\operatorname {img} (\mathrm {d} _{n-1}),}
{\displaystyle H_{\partial }^{p,q}(X):=\ker(\partial _{p,q})/\operatorname {img} (\partial _{p-1,q}),}
{\displaystyle H_{\overline {\partial }}^{p,q}(X):=\ker({\overline {\partial }}_{p,q})/\operatorname {img} ({\overline {\partial }}_{p,q-1}).}
Mit den kanonischen Inklusionen {\displaystyle \ker(\mathrm {d} _{p+q})\hookrightarrow \ker({\overline {\partial }}_{p+1,q}\partial _{p,q})=\ker(\partial _{p,q+1}{\overline {\partial }}_{p,q})} und {\displaystyle \operatorname {img} (\partial _{p-1,q})+\operatorname {img} (\partial _{p,q-1})\hookrightarrow \operatorname {img} (\mathrm {d} _{p+q-1})} gibt es eine kanonische Inklusion der de Rham- in die Aeppli-Kohomologie:
{\displaystyle H_{\mathrm {dR} }^{p+q}(X)\rightarrow H_{\mathrm {A} }^{p,q}(X).}
Mit den kanonischen Inklusionen {\displaystyle \operatorname {img} (\partial _{p-1,q}),\operatorname {img} ({\overline {\partial }}_{p,q-1})\hookrightarrow \operatorname {img} (\partial _{p-1,q})+\operatorname {img} (\partial _{p,q-1})} sowie {\displaystyle \ker(\partial _{p,q})\hookrightarrow \ker({\overline {\partial }}_{p+1,q}\partial _{p,q})} und {\displaystyle \ker({\overline {\partial }}_{p,q})\hookrightarrow \ker(\partial _{p,q+1}{\overline {\partial }}_{p,q})} gibt es kanonische Inklusionen der Dobeault- in die Aeppli-Kohomologie:
{\displaystyle H_{\partial }^{p,q}(X)\rightarrow H_{\mathrm {A} }^{p,q}(X),}
{\displaystyle H_{\overline {\partial }}^{p,q}(X)\rightarrow H_{\mathrm {A} }^{p,q}(X).}
Darüber hinaus gibt es kanonische Abbildungen {\displaystyle H_{\mathrm {BC} }^{p,q}(X)\rightarrow H_{\mathrm {dR} }^{n}(X),H_{\partial }^{p,q}(X),H_{\overline {\partial }}^{p,q}(X)} aus der Bott-Chern-Kohomologie, wobei alle drei möglichen Kompositionen {\displaystyle H_{\mathrm {BC} }^{p,q}(X)\rightarrow H_{\mathrm {A} }^{p,q}(X)} identisch sind.